# Улятово-Жили
Улятово-Жили (пол. Ulatowo-Żyły) — село в Польщі, у гміні Кшиновлоґа-Мала Пшасниського повіту Мазовецького воєводства.
Населення — 49 осіб (2011).
У 1975-1998 роках село належало до Остроленцького воєводства.

## Демографія
Демографічна структура станом на 31 березня 2011 року:
|          | Загалом | Допрацездатний вік | Працездатний вік | Постпрацездатний вік |
| -------- | ------- | ------------------ | ---------------- | -------------------- |
| Чоловіки | 24      | 6                  | 16               | 2                    |
| Жінки    | 25      | 6                  | 15               | 4                    |
| Разом    | 49      | 12                 | 31               | 6                    |